# 奥龙斯
奥龙斯（西班牙語：Oronz）是西班牙纳瓦拉的一个市镇。总面积12平方公里，总人口56人（2001年），人口密度5人/平方公里。